# Trachypus auriculatus
Trachypus auriculatus là một loài rêu trong họ Trachypodaceae. Loài này được Mitt. mô tả khoa học đầu tiên năm 1859.